# Evangeliario di Magonza

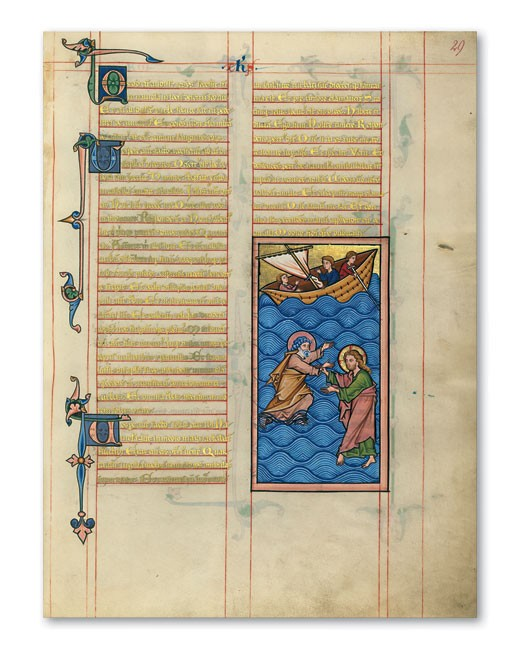
Codex Aureus di Magonza

L'Evangeliario di Magonza (noto anche in latino come Codex Aureus) è un vangelo redatto in latino nel 1250.